# Xquiq Corona
Xquiq Corona est une corona, formation géologique en forme de couronne, située sur la planète Vénus par 38,1° N et 14,6° E. Elle est localisée dans le quadrangle de Bereghinya Planitia. Elle a été nommée en référence à Xquiq, Divinité Maya de la fertilité et de la maternité. 

## Géographie et géologie
Xquiq Corona couvre une surface circulaire d'environ 55 km de diamètre. 